# Eisenbahnunfall von Coshocton
Der Eisenbahnunfall von Coshocton war ein Auffahrunfall eines Schnellzugs auf einen Sonderzug am 11. September 1950 in West Lafayette bei Coshocton, Ohio, USA. 33 Menschen starben.

## Ausgangslage
Es war früher Morgen und neblig. Ein Sonderzug aus 20 Wagen transportierte das 109. Regiment aus Wilkes-Barre (Pennsylvania), eine Einheit der Nationalgarde der Vereinigten Staaten, zu dem Ausbildungslager Camp Atterbury in Indiana. Der Zug hatte beim Bremsen Probleme und musste deshalb langsam fahren und in Coshocton schließlich halten. Der Streckenabschnitt, in dem der Zug sich befand, wurde durch das rückliegende Lichtsignal gedeckt. Zusätzlich legten Zugbegleiter auf der Strecke hinter dem Zug noch Knallkapseln aus. Dem Sonderzug folgte der Schnellzug The Spirit of St. Louis, der sich durch die Probleme des vorausfahrenden Zuges verspätet hatte.

## Unfallhergang
Der Lokomotivführer des The Spirit of St. Louis beachtete nicht das in Warnstellung stehende Vorsignal, überfuhr das haltzeigende Hauptsignal und muss zudem noch die Knallkapseln ignoriert haben. Mit etwa 50 km/h fuhr er auf den stehenden Truppentransportzug auf.

## Folgen
33 Menschen starben, 278 wurden darüber hinaus verletzt. Lokomotivführer und Heizer beriefen sich später darauf, die Signale im Nebel nicht gesehen zu haben.